# Ichneumon centralpinicola
Ichneumon centralpinicola är en stekelart som beskrevs av Bauer 1999. Ichneumon centralpinicola ingår i släktet Ichneumon och familjen brokparasitsteklar. Inga underarter finns listade i Catalogue of Life.